# Cabo Corrientes
Cabo Corrientes é um município do estado de Jalisco, no México.
Em 2005, o município possuía um total de 9.034 habitantes.